# Cachoeira das Orquídeas
A cachoeira das Orquídeas é uma queda d'água localizada no Parque Natural Municipal do Espalhado, em Ibicoara, Chapada Diamantina, região central do estado da Bahia. É composta por uma série de pequenas quedas em série, apropriadas ao banho especialmente no período chuvoso, quando o volume de água torna ainda mais bonita essa atração turística do lugar.
Seu acesso compõe-se de uma trilha que acompanha o rio Espalhado, que dá nome ao parque, cujo destino final é a grandiosa cachoeira do Buracão (havendo ainda duas outras ali: a Buracãozinho e a Recanto Verde.
O acesso ao local é pago, através de uma taxa para cada pessoa.